# Sabinas (kommun)
Sabinas är en kommun i Mexiko.   Den ligger i delstaten Coahuila, i den centrala delen av landet, 1 000 km norr om huvudstaden Mexico City.
Följande samhällen finns i Sabinas:
- Ciudad Sabinas
- Valle Dorado